# Dere subtilis
Dere subtilis là một loài bọ cánh cứng trong họ Cerambycidae.